# 93-as villamos (Budapest)
A budapesti 93-as jelzésű villamos Újpest, Szent István tér és a Megyeri út között közlekedett. A járatot megszűnése előtt a Fővárosi Villamosvasút üzemeltette.

## Története
A BURV 1896. január 12-étől a Ferdinánd tér, majd 1900. november 16-ától a Nyugati pályaudvartól a megyeri kápolnáig közlekedő vonalának adta a B jelzést. 1919. november 21-én megszűnt, majd 1920. január 26-ától ismét elindult, de az Újpest, Városházáig rövidült. 1921-től újra a Nyugati pályaudvarig járt, de 1934. április 30-ától ismét Újpestig rövidült. 1939. június 12-én megkapta a 93-as jelzést. Megyeri végállomását 1942. május 4-én helyezték át a Vasvári Pál utca és a Megyeri út sarkához a megyeri végállomását. 1944 szeptemberének végén leállították a forgalmát.
1945. április 9-én indult újra Újpest kocsiszín és Megyer között, kizárólag munkanapokon reggel és délután. Május 19-étől újra a Városházáig rövidült, majd május 27-étől újra az Újpest kocsiszínig járt. Június 16-án bevezették, hogy 22 órától üzemzárásig Újpest kocsiszín helyett az István térről indul Megyer felé. 1955. augusztus 8-án jelzése 8-asra módosult, azóta nincs 93-as jelzésű villamosjárat Budapesten.